# 152. strelska divizija (ZSSR)
152. strelska divizija (izvirno rusko 152. стрелковая дивизия; kratica 152. SD) je bila strelska divizija Rdeče armade v času druge svetovne vojne.

## Zgodovina
Divizija je bila ustanovljena v Čiti; oktobra 1941 je bila uničena v Vjazmi. Ponovno je bila ustanovljena januarja 1942.